# Evariste Ngoyagoye
Evariste Ngoyagoye (Jenda, Burundi, 3 de janeiro de 1942) é um ministro do Burundi e arcebispo católico romano emérito de Bujumbura.
Papa Paulo VI ordenou-o em 6 de janeiro de 1966 sacerdote da diocese de Bujumbura.
Em 7 de junho de 1980, o Papa João Paulo II o nomeou primeiro bispo da diocese de Bubanza, que foi criada na mesma data. O núncio apostólico no Burundi, arcebispo Donato Squicciarini, concedeu-lhe a consagração episcopal em 24 de agosto do mesmo ano; Os co-consagradores foram Joachim Ruhuna, Arcebispo de Gitega, e Michel Ntuyahaga, Bispo de Bujumbura.
O Papa o nomeou Bispo de Bujumbura em 21 de abril de 1997. Com a elevação à Arquidiocese em 25 de novembro de 2006, foi nomeado Arcebispo de Bujumbura.
O Papa Francisco aceitou sua aposentadoria em 24 de março de 2018.